# Praise the Lard
Praise the Pork – drugi album studyjny formacji PIG, wydany w roku 1991 przez Concrete Records. Album wraz z niewłaściwie podaną listą utworów został ponownie wydany w 1997 roku.

## Lista utworów
1. "My Sanctuary" – 5:49
2. "Gravy Train" – 3:46
3. "Angel" – 4:04
4. "Valley of the Ignorant" – 3:38
5. "A Touch of Upheaval" – 3:35
6. "Infinite Shame" – 4:07
7. "Hog Love" – 3:55
8. "Sweet Child" – 5:51
9. "Sweat and Sour" – 1:43
10. "Blood Slicked Highway" – 5:16
11. "¡Toxico!" – 5:11
12. "Sick City" – 5:08